# アルダラーン

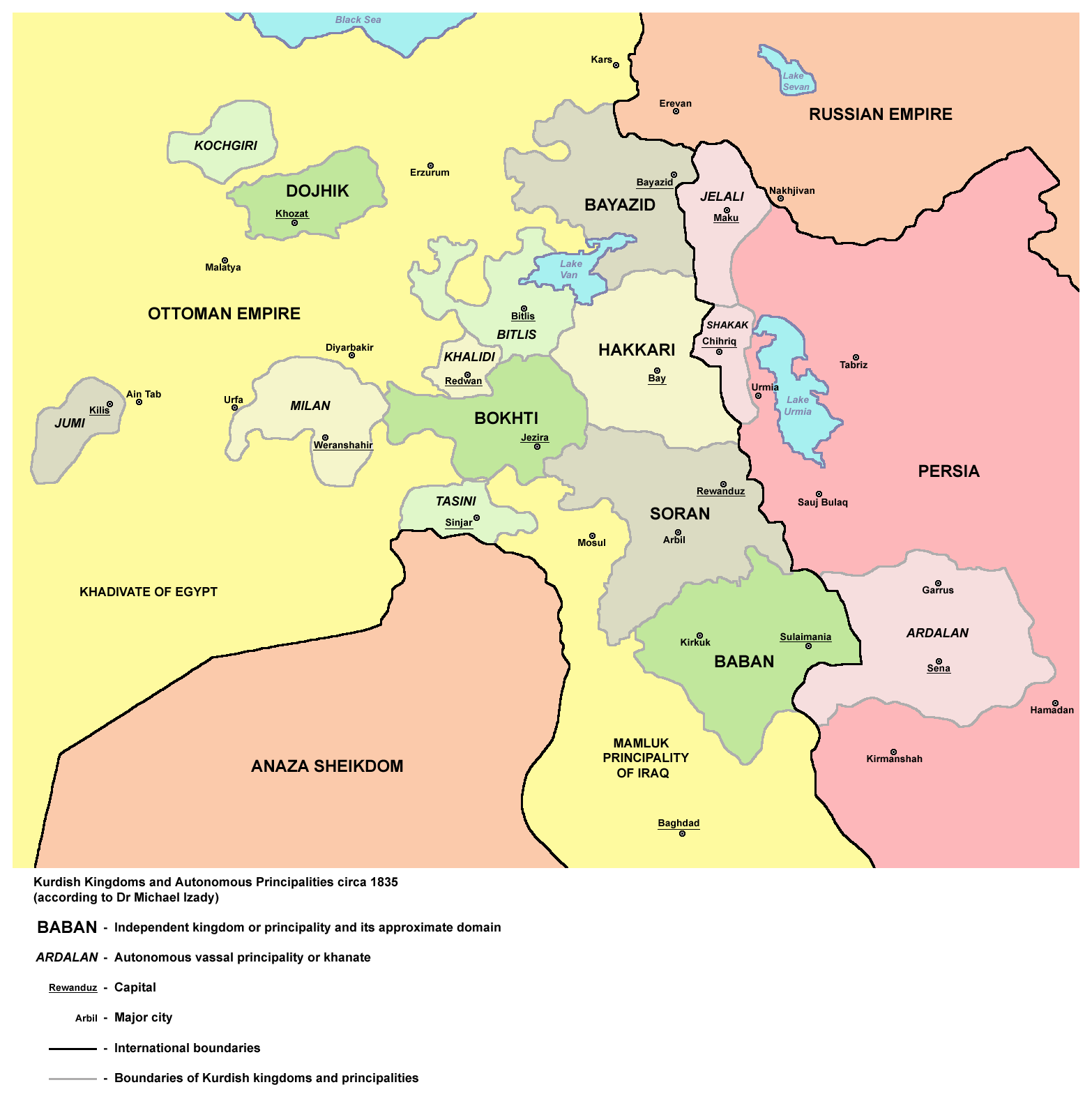
1835年のクルディスタンの勢力図とアルダラーン家の領地

アルダラーン（クルド語: میرنشینی ئەردەڵان)）とは、主にイラン西部に居住するクルド人の部族である。サナンダジュを拠点とする政権を構築し、支配領域は現在のイランのコルデスターン州とほぼ合致する。サファヴィー朝の時代からアルダラーン族の指導者はイランを統治する王朝の下で自治権を与えられた領主として君臨し、19世紀に至るまで地位を保った。

## 歴史

### 初期
アルダラーン族の指導者の出自については諸説分かれている。サーサーン朝の王族の子孫である伝説的な出自のほか、クルド人の歴史家シャラフ・ハーン・ビドリースィーは、部族の最初期の指導者であるバーバー・アルダラーンは11世紀にアーミド（ディヤルバクル）を支配していたマルワーン朝の王統に連なると記している。アルダラーン族の指導者は、自分たちはアイユーブ朝のサラディンの子孫であると主張していた。
アルダラーン族が歴史上に現れたのは13世紀頃だとされ、アルダラーンの支配領域には彼らだけでなく、他の部族も含まれていた。アルダラーン族の指導者はフトバ（説教）に自らの名前を入れることもあり、貨幣を鋳造するといった、イスラム教圏で独立性を持つ支配者に見られる行為をとっていた。16世紀初頭から、アルダラーン族はイランのサファヴィー朝とトルコのオスマン帝国の干渉を受ける。アルダラーン族は険しい山間部に建設した複数の城砦を拠点とし、季節が変わるたびにそれらの間を移動して外部の攻撃に抵抗した。1534年にアルダラーン家の当主であるビーケ・ベグはイラン遠征軍を指揮するオスマン皇帝スレイマン1世に臣従し、ビーケ・ベグの弟ソフラーブはサファヴィー朝を支持して兄と対立した。1555年に結ばれたアマスィヤの講和でサファヴィー朝とオスマン帝国の休戦が成立するとアルダラーン族はサファヴィー朝の支配を受け入れるが、16世紀末にサファヴィー朝の政情が混乱し、オスマン帝国との国境紛争が再発すると、アルダラーン族はオスマン皇帝ムラト3世に接近する。

### 中期
アッバース1世（在位：1588年 - 1629年）がサファヴィー朝の王位に就いた後、アルダラーン家の当主ハルー・ハーンは強い抵抗の後にアッバース1世に臣従し、息子のハーン・アフマド・ハーン1世をサファヴィー朝の宮廷に送った。1635年/36年にアッバース1世の後継者であるサフィー1世と対立したハーン・アフマド・ハーンがオスマン帝国側についたため、ソレイマーン・ハーンがアルダラーンの知事に任じられた。1636年/37年にソレイマーン・ハーンはサフィー1世の命令を受けて山間部の城砦を破壊し、新たな居城となるスィネ（サナンダジュ）を整備した。
1639年にサファヴィー朝とオスマン帝国の間で結ばれたゾハーブ条約によって両国の休戦と内政への相互不干渉が取り決められ、アルダラーン族をはじめとする地方領主が臣従する国を変えるのは困難になる。ゾハーブ条約とサナンダジュへの移住はアルダラーン家とサファヴィー朝の関係を変化させ、17世紀半ばになるとアルダラーン家はサファヴィー朝に忠誠を誓うようになった。サファヴィー朝の支配下にはいった後も、アルダラーン家の人間が旧領のWālī（知事、総督）を務めていたが、サファヴィー朝が反抗的なアルダラーン家の当主を免職して知事を選任することもあった。知事の任免にはアルダラーン家の家臣や在地の有力者の意向も強い影響力を持ち、ソレイマーン・ハーンの知事就任からサファヴィー朝崩壊までの約90年間に14人の知事が就任し、その中にはテュルク系やジョージア系の軍人が含まれていた。サファヴィー朝末期にアッバース・コリー・ハーンはオスマン帝国のバグダード総督と連絡を取り合い、オスマン帝国に臣従する意思を示していたが、アッバース・コリー・ハーンがギルザイ族とも通じていたため、オスマン帝国はバーバーン家のハーネ・パシャを知事に任命した。
サファヴィー朝を廃してアフシャール朝を建てたナーディル・シャーの下で、アルダラーン家は知事に復帰した。1742年/43年に知事となったアフマド・ハーンはナーディル・シャーの命令で保管していた食料を飢饉に苦しむサナンダジュの住民に分け与え、処罰を恐れてオスマン帝国に亡命した。ホスロー・ハーン2世（在位：1754年 - 1788年/89年）はアスタラーバードを本拠地とするガージャール族のモハンマド・ハサン・ハーンと強固な同盟を結び、モハンマド・ハサン・ハーンが戦死した後、ザンド朝のカリーム・ハーンに臣従した。カリーム・ハーンの死後の混乱期にホスロー・ハーンはケルマーンシャーのアッラー・ゴリーハーン・ザンギャネ、カリーム・ハーンの後継者ジャアファル・ハーンに勝利しマラーイェルとゴルパーイェガーン、を含む広大な地域を支配下に置いた。ホスロー・ハーンはイラン全体の支配を目指していたが断念し、ガージャール朝を建国したモハンマド・ハサン・ハーンの子のアーガー・モハンマド・シャーに臣従する。

### 後期

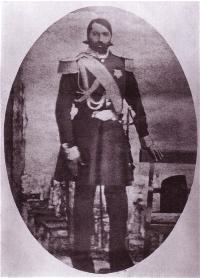
アマーノッラー・ハーン

ガージャール朝はアルダラーン家と婚姻関係を結び、ファトフ・アリー・シャーの時代までアルダラーン家の人間が知事を解任されることはほとんどなかった。19世紀初頭のアマーノッラー・ハーン1世は農業と建設事業を推進した当主であり、サナンダジュの高台に建つホスロー・アーバードの屋敷は彼の時代に完成した建物である。19世紀半ばにレザー・コリー・ハーンとアマーノッラー・ハーン2世、彼らの周囲の在地勢力の間で知事の地位を巡る権力闘争が起こり、権力闘争はガージャール朝の宮廷にも波及した。1867年半ばにアマーノッラー・ハーン2世が没した後、ガージャール王族のファルハード・ミールザーがアルダラーンに派遣され、アルダラーン家の統治権は消滅した。ガージャール朝の決定に対してアルダラーン家と在地の有力者が反乱を起こすことはなく、アルダラーン州の統治にはアルダラーン家を含む現地の人間が携わり、アルダラーン家はイラン有数の名家として存続した。
1941年にイランで起きたクルド人の反乱にはアルダラーン族も参加していたが、1946年に成立したマハーバード共和国の樹立にアルダラーン族は関与しておらず、かつての拠点であるサナンダジュはマハーバード共和国の領土に含まれていない。

## 文化
サファヴィー朝時代にアルダラーン家の指導者の子弟をエスファハーンの宮廷に出仕させる慣習があり、王都エスファハーンでの生活とサファヴィー朝王族との婚姻がアルダラーン家の都市文化への同化を促進したと考えられている。
サナンダジュには、アルダラーン家の当主や彼らに仕えていた人物が建てた邸宅が多く残る。アルダラーン家の下ではゴラニ語が文章語、共通語として使用されていたが、アルダラーン家がワーリー職を追われた後、ゴラニ語の文学作品は断絶した。